# Juwelier
Als Juwelier (schweizerisch auch Bijoutier) wird der Inhaber eines Fachgeschäftes für Uhren und Schmuck bezeichnet. Der Begriff leitet sich von Juwelen ab.

## Beruf und Unternehmen
Die Berufsbezeichnung des Juweliers ist, zumindest in Deutschland, nicht rechtlich geschützt, das heißt, jeder darf sich Juwelier nennen. Ausbildungen in Juweliergeschäften führen in der Regel zu einem Abschluss als Kaufmann im Einzelhandel. 
Neben mittelständischen Juwelieren mit einem oder wenigen Ladengeschäften gibt es auch Juwelierketten. Signet Jewelers Limited ist die weltgrößte Juwelierkette.

## Abgrenzung zum Goldschmied
Häufig werden die Berufe Juwelier und Goldschmied verwechselt. Ein Juwelier verkauft jedoch in erster Linie, während ein Goldschmied als Handwerker den Schmuck selbst herstellt, anpasst oder repariert. Eine Reihe von Juwelieren haben gleichwohl eigene Goldschmiedewerkstätten in ihr Unternehmen integriert. Gleiches gilt für Uhrmacherwerkstätten. Falls dies nicht der Fall sein sollte, werden – sofern Reparaturen angeboten werden – die Schmuckstücke und Uhren zu externen Unternehmen geschickt.

## Einzelbelege
1. ↑  Geschäftsbericht von Signet Jewelers Limited für das Jahr 2013, veröffentlicht am 2. Februar 2013 (Memento vom 18. April 2014 im Webarchiv archive.today), aufgerufen am 18. April 2014